# Ribatejo

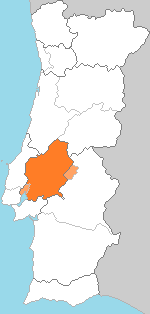
Region Ribatejo (Vila Franca de Xira in der Metropolregion von Lissabon, und Ponte de Sor, entweder in Alentejo oder Ribatejo, in hellerer Farbe berücksichtigt).

Ribatejo (portugiesisch für Ufer des Tejo) ist eine ehemalige Provinz in der Tejo-Ebene nordöstlich von Lissabon (Portugal), die auch den Beinamen Garten Lissabons trägt.

## Geschichte
Die elf Provinzen in Portugal wurden im Jahr 1936 von der Estado Novo-Diktatur eingerichtet, und 1976, zwei Jahre nach der Nelkenrevolution, offiziell wieder aufgelöst. Diese Provinzen leben jedoch als regionale Bezeichnungen zum Teil im alltäglichen Sprachgebrauch in Portugal weiter, so auch der Ribatejo, der für seine Pferde- und Stierzucht, seine lebendige Folklore, und für seine vielfältige Landwirtschaft (besonders Reis, Wein, Getreide, Gemüse, und Obst) bekannt ist.
Die ehemalige Provinz Ribatejo entsprach in etwa dem heutigen Distrikt Santarém, zu dem mit Ponte de Sor ein Kreis des heutigen Distrikt Portalegre, und mit Vila Franca de Xira und Azambuja zwei Kreise des heutigen Distrikt Lissabon gehörten.
Die größten Städte in Ribatejo waren Santarém und Tomar.